# فساد در ایالات متحده آمریکا

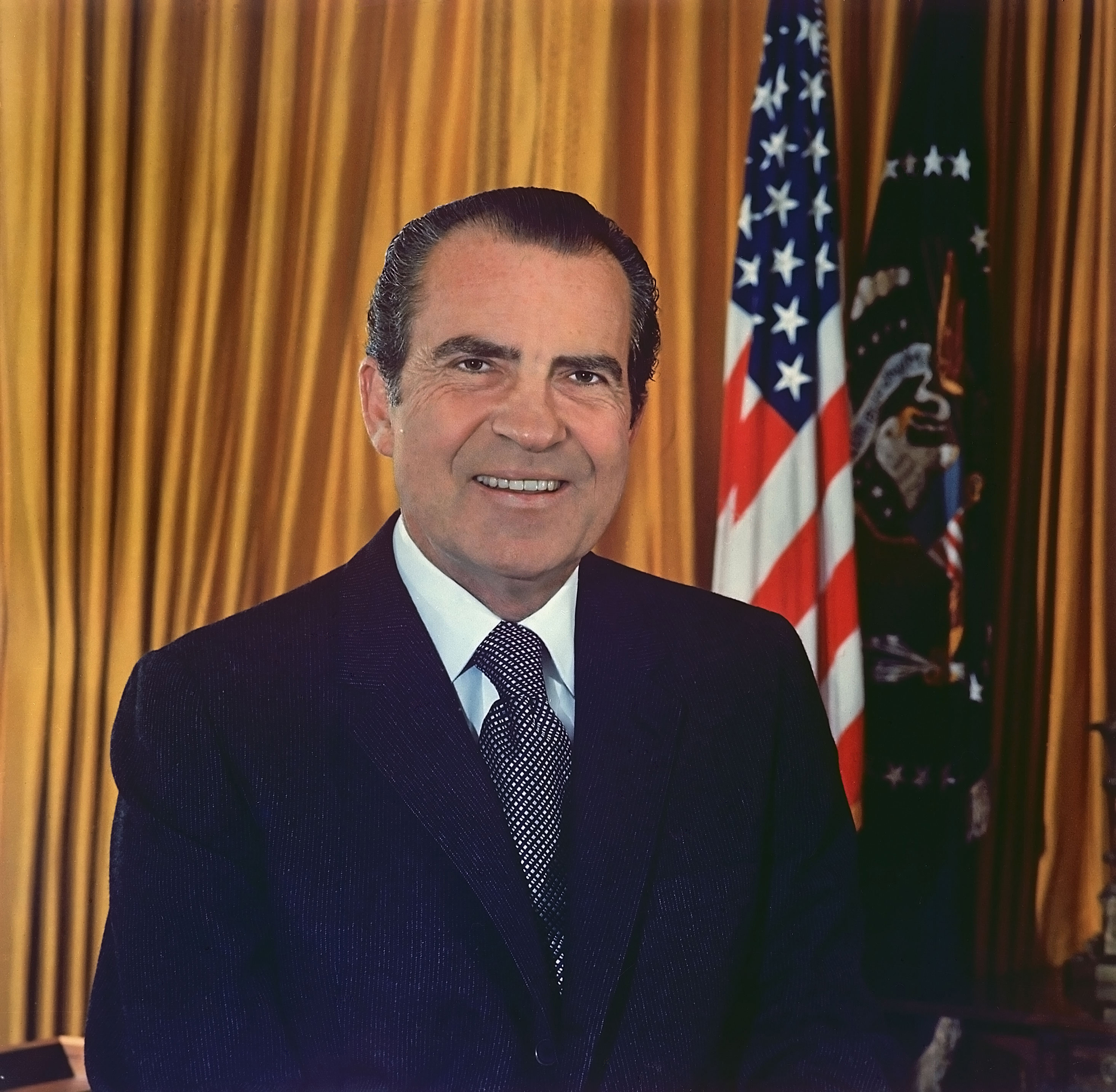
ریچارد نیکسون که اتهام فساد سیاسی را همراه دارد

فساد در ایالات متحده، به سوءاستفاده مقامات دولت ایالات متحده از قدرت، در جهت منافع شخصی گفته می‌شود. فساد در ایالات متحده یک موضوع سیاسی همیشگی بوده‌است که در دوران جکسونی و اواخر سده ۱۹ میلادی یعنی عصر طلایی به اوج خود رسید. پس از اصلاحات گسترده سیاسی و اجتماعی عصر ترقی‌خواهی، فساد تا حدی کنترل شد.
از سال ۲۰۲۳ میلادی، ایالات متحده در مقیاسی از ۰ (بسیار فاسد) تا ۱۰۰ (بسیار تمیز) بر اساس شاخص ادراک فساد ۲۰۲۲ شفافیت بین‌الملل امتیاز ۶۹ را کسب کرده‌است. در این رتبه‌بندی، ایالات متحده در میان ۱۸۰ کشور، رتبه ۲۴ را به خود اختصاص داد. در این مقیاس، کشور رتبه ۱ صادق‌ترین بخش دولتی را دارد.